# Ralf Sigvard Edström
Ralf Sigvard Edström (Degerfors, 7 d'octubre de 1952) fou un futbolista suec de la dècada de 1970.

## Trajectòria esportiva

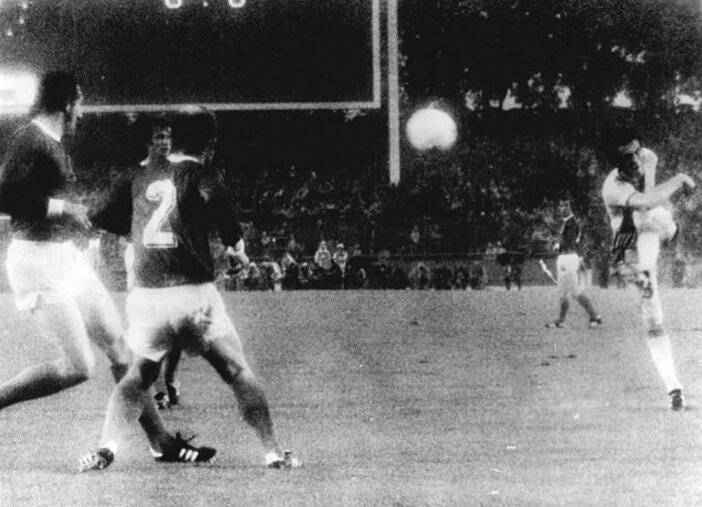
Ralf Edström marca l'1-0 enfront Alemanya al Mundial de 1974.

Format a Degerfors IF, Edström es traslladà a Åtvidabergs FF, on fou campió nacioanl el 1972. El 1973 fou fitxat pel PSV Eindhoven neerlandès, passant més tard per IFK Göteborg, Standard Liège a Bèlgica i AS Monaco a França. A més del campionat suec, també guanyà dues lligues neerlandeses i una francesa. També guanyà les copes sueca, neerlandesa i belga. Fou votat dos cops futbolista suec de l'any (1972 i 1974).
Amb la selecció sueca disputà 40 partits i marcà 15 gols. Participà en el Mundial de 1974, en el qual la selecció sueca fou cinquena classificada, disputant Edström sis partits.